# Isabelle Benard
Isabelle Benard, née en 1962, est une reine de beauté française. Elle est élue Miss Normandie 1980, puis Miss France 1981. Elle est la 51e Miss France.

## Miss France

### Élection
Originaire de Vernon dans l'Eure, ses parents tiennent une boucherie. Elle est d'abord élue Miss Côte Fleurie puis Miss Normandie 1980.
En décembre 1980, elle est élue Miss France à l'hôtel PLM Saint-Jacques à Paris.
Ses dauphines sont :
- 1re dauphine Miss Languedoc
- 2e dauphine Miss Provence
- 3e dauphine Miss Aquitaine
- 4e dauphine Miss Roussillon Katherina Navegand
- 5e dauphine Miss Quercy
- 6e dauphine Miss Grande-Motte

### Concours internationaux
Le 20 juillet 1981, Isabelle Bénard  représente la France au concours Miss Univers à New York. Elle ne sera pas classée.
Le 12 novembre 1981, elle représente la France au concours Miss Monde au Royal Albert Hall à Londres. Elle ne sera pas classée.